# 同蒴藓
同蒴藓（学名：Homalothecium leucodonticaule）为青藓科同蒴藓属下的一个种。